# Gircourt-lès-Viéville
Gircourt-lès-Viéville est une commune française située dans le département des Vosges, en région Grand Est.

### Localisation

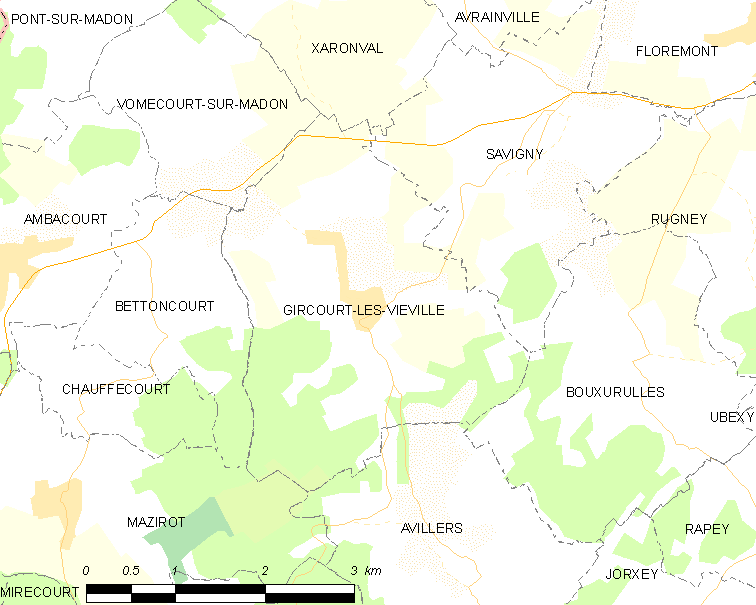
Situation géographique de Gircourt-lès-Viéville

## Géographie

### Géologie et relief
Espaces naturels :
- La Forêt communale de Gircourt-les-Viéville s’étend sur 96,23 hectares[2].
- Un espace protégé Natura 2000 : Bassigny, partie Lorraine,
- Une zone naturelle d'intérêt écologique, faunistique et floristique (Znieff) :  Vôge et Bassigny.

Gîtes à chiroptères de Bouxurulles et Ubexy,
Vergers de Mirecourt.
Inventaire national du patrimoine géologique :
Patrimoine géologique. Marnes irisées carniennes dans le Ravin du Haut-du-Fort.

### Hydrographie et les eaux souterraines
Hydrogéologie et climatologie : Système d’information pour la gestion des eaux souterraines du bassin Rhin-Meuse :
Territoire communal : Occupation du sol (Corinne Land Cover); Cours d'eau (BD Carthage),
Géologie : Carte géologique; Coupes géologiques et techniques,
 Hydrogéologie : Masses d'eau souterraine; BD Lisa; Cartes piézométriques.

#### Réseau hydrographique
La commune est située dans le bassin versant du Rhin au sein du bassin Rhin-Meuse. Elle est drainée par le ruisseau du Xouillon, le ruisseau de la Pierre et le ruisseau du Haut du Fort,.

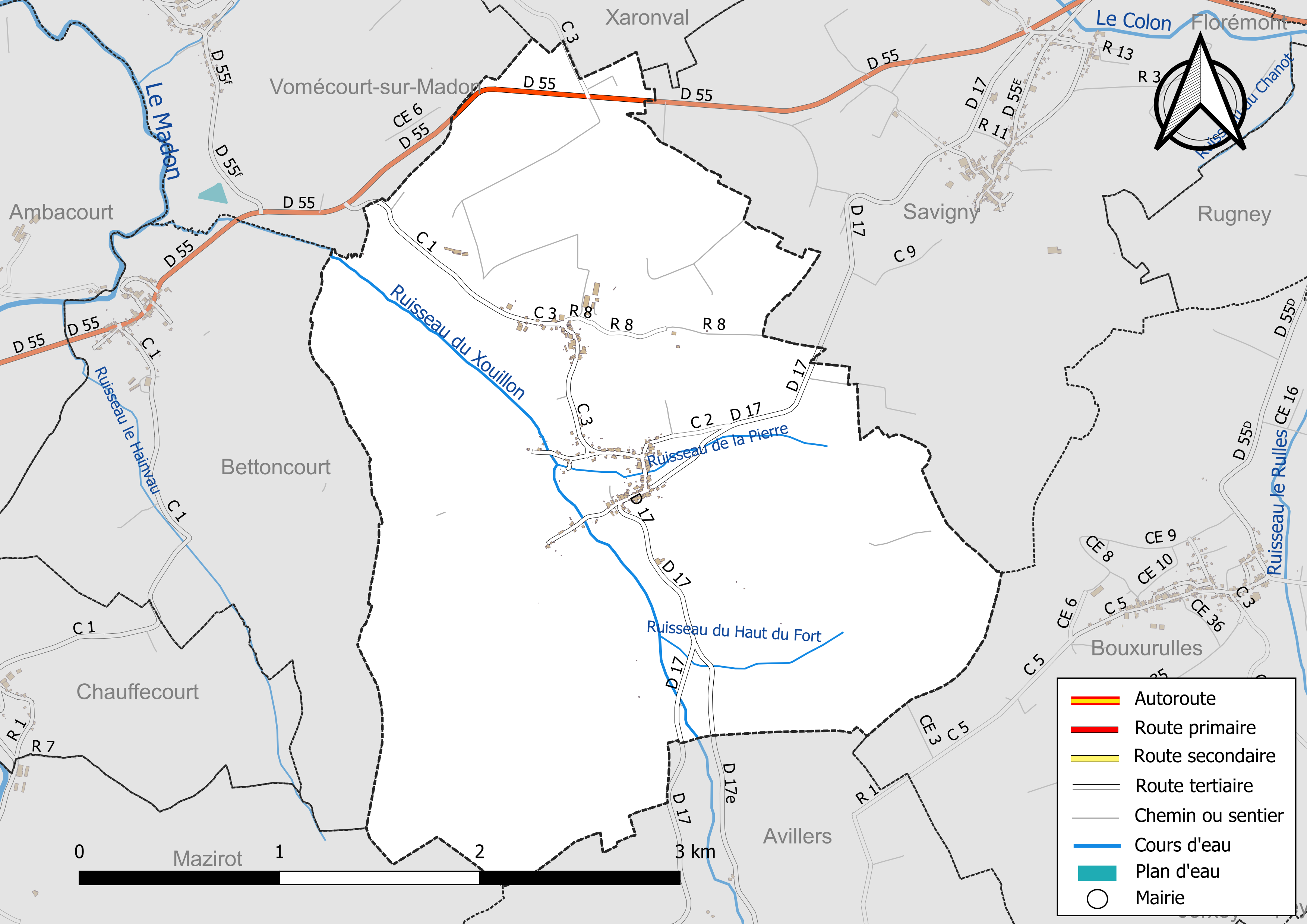
Réseaux hydrographique et routier de Gircourt-lès-Viéville.

#### Gestion et qualité des eaux
Le territoire communal est couvert par le schéma d'aménagement et de gestion des eaux (SAGE) « Nappe des Grès du Trias Inférieur ». Ce document de planification, dont le territoire comprend le périmètre de la zone de répartition des eaux de la nappe des Grès du trias inférieur (GTI), d'une superficie de 1 497 km2,  est en cours d'élaboration. L’objectif poursuivi est de stabiliser les niveaux piézométriques de la nappe des GTI et atteindre l'équilibre entre les prélèvements et la capacité de recharge de la nappe. Il doit être cohérent avec les objectifs de qualité définis dans les SDAGE Rhin-Meuse et Rhône-Méditerranée. La structure porteuse de l'élaboration et de la mise en œuvre est le conseil départemental des Vosges.
La qualité des eaux de baignade et des cours d’eau peut être consultée sur un site dédié géré par les agences de l’eau et l’Agence française pour la biodiversité.

### Climat
Pour des articles plus généraux, voir Climat du Grand Est et Climat des Vosges.
En 2010, le climat de la commune est de type climat des marges montargnardes, selon une étude du Centre national de la recherche scientifique s'appuyant sur une série de données couvrant la période 1971-2000. En 2020, Météo-France publie une typologie des climats de la France métropolitaine dans laquelle la commune est exposée à un climat semi-continental et est dans la région climatique  Lorraine, plateau de Langres, Morvan, caractérisée par un hiver rude (1,5 °C), des vents modérés et des brouillards fréquents en automne et hiver. 
Pour la période 1971-2000, la température annuelle moyenne est de 9,7 °C, avec une amplitude thermique annuelle de 17 °C. Le cumul annuel moyen de précipitations est de 987 mm, avec 13,1 jours de précipitations en janvier et 9,9 jours en juillet. Pour la période 1991-2020, la température moyenne annuelle observée sur la station météorologique de Météo-France la plus proche, « Mirecourt-inra », sur la commune de Mirecourt à 7 km à vol d'oiseau, est de 10,4 °C et le cumul annuel moyen de précipitations est de 824,3 mm. 
La température maximale relevée sur cette station est de 39,5 °C, atteinte le 25 juillet 2019 ; la température minimale est de −19,5 °C, atteinte le 20 décembre 2009,,. 
Les paramètres climatiques de la commune ont été estimés pour le milieu du siècle (2041-2070) selon différents scénarios d'émission de gaz à effet de serre à partir des nouvelles projections climatiques de référence DRIAS-2020. Ils sont consultables sur un site dédié publié par Météo-France en novembre 2022.

## Urbanisme

### Typologie
Au 1er janvier 2024, Gircourt-lès-Viéville est catégorisée commune rurale à habitat dispersé, selon la nouvelle grille communale de densité à sept niveaux définie par l'Insee en 2022.
Elle est située hors unité urbaine et hors attraction des villes,.

### Occupation des sols
L'occupation des sols de la commune, telle qu'elle ressort de la base de données européenne d’occupation biophysique des sols Corine Land Cover (CLC), est marquée par l'importance des territoires agricoles (70,3 % en 2018), une proportion identique à celle de 1990 (70,3 %). La répartition détaillée en 2018 est la suivante : 
prairies (36,9 %), forêts (25,2 %), terres arables (22 %), cultures permanentes (6,5 %), zones agricoles hétérogènes (5 %), zones urbanisées (3,4 %), milieux à végétation arbustive et/ou herbacée (1,1 %). L'évolution de l’occupation des sols de la commune et de ses infrastructures peut être observée sur les différentes représentations cartographiques du territoire : la carte de Cassini (XVIIIe siècle), la carte d'état-major (1820-1866) et les cartes ou photos aériennes de l'IGN pour la période actuelle (1950 à aujourd'hui).

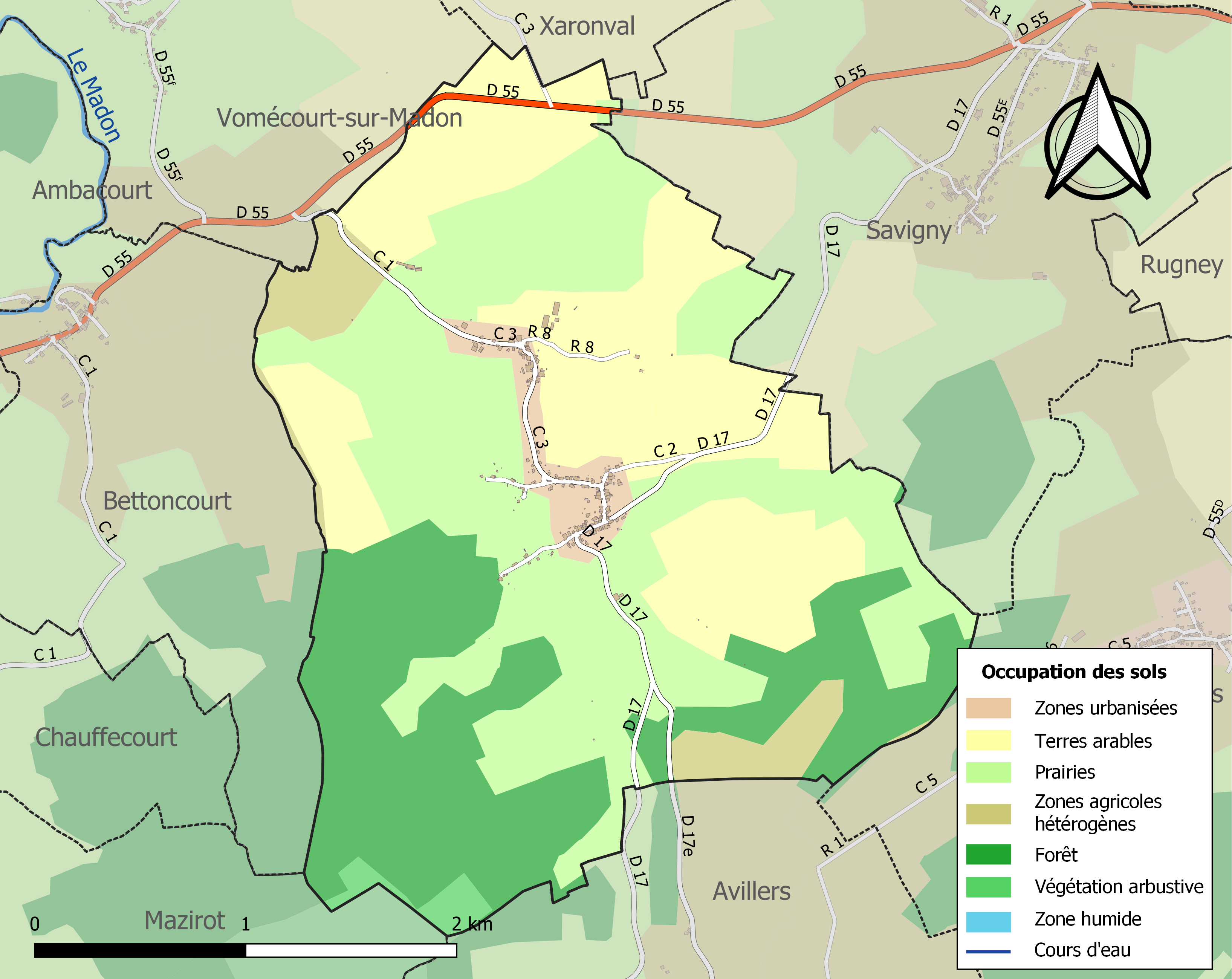
Carte des infrastructures et de l'occupation des sols de la commune en 2018 (CLC).

### Voies de communications et transports

#### Voies routières
- A31 (aussi appelée autoroute de Lorraine-Bourgogne). Échangeur Bulgnéville.

#### Transports en commun
- Fluo Grand Est.

#### Lignes SNCF
- Gare de Charmes
- Gare de Châtel - Nomexy

#### Transports aériens
- Aéroport d'Épinal-Mirecourt « Vosges Aéroport ».

À partir de l'été 2021, l’aéroport d’Épinal-Mirecourt devient le pélicandrome de la Zone Est et servira ainsi de base de ravitaillement et d’intervention pour les avions bombardiers d’eau Q Series ou de Havilland Canada DHC-8, aussi connu sous le nom de Dash 8.

## Toponymie
Le nom de la localité est attesté sous les formes Allodium de Giricurte (1148) ; Apud Veteremvillam et Girecurt (1187) ; Giricurt (XIIe siècle) ; Giricourt (1207) ; Giricort (1213) ; Gircourt (1248) ; Girecort (1256) ; Girecourt (1281) ; Gyrecort (1334) ; De Gireucuria, Girecuria (1402) ; Girecourt et Viefville (XVIe siècle) ; Girocour (1656) ; Girecourt lès Vieuville (1736) ; Gircuria (1768) ; Girecourt-en-Saintois (1779).

Gircot-let-Vie-Ville en patois.
La préposition « lès » permet de signifier la proximité d'un lieu géographique par rapport à un autre lieu. En règle générale, il s'agit d'une localité qui tient à se situer par rapport à un lieu voisin, à l'origine, plus grand. Par exemple, la commune de Gircourt indique qu'elle se situait près de l'ancienne commune de Viéville.
Viéville est un ancien hameau de la commune, attesté sous les formes Veterem Villam cum decem mansis et banno (1114) ; Viesville (1248) ; Vieville (1256) ; Visville (1281) ; Viez Ville (1289) ; Viezville (1334) ; Viezvilles (1382) ; Viefville (1594) ; Vieuville (1656) ; Viéville (1711) ; Viéville-sur-Madon (1779) ; Viéville-Girecourt (1905).
 
Viéville, « la vieille ville, le vieux village, » ce toponyme provient de l'agglutination des mots latins vetus et villa qui signifiait l'ancien domaine.
Étymologie.

## Histoire
Au commencement du XVIe siècle, la seigneurie de Girecourt était divisée entre les sires de Savigny, le chapitre de Saint-Dié, l'abbé de Chaumousey et le gouverneur de l'hôpital de Remiremont.
Au XVIIIe siècle, les seigneurs étaient le duc pour un tiers, l'abbaye de Chaumousey pour un tiers et le sire de Bassompierre pour le dernier tiers. Gircourt appartenait au bailliage de Mirecourt.
De 1790 au 19 vendémiaire an X (11 octobre 1801) Gircourt-lès-Viéville a fait partie du canton de Mirecourt.
L'église date du XVIIIe siècle. Dédiée à saint Martin, elle relevait du diocèse de Nancy. La cure était à la collation de l'abbé de Chaumousey et au concours, en dernier lieu à celle de l'évêque de Nancy évêque de Nancy.
La mairie et les écoles ont été construites en 1861.

## Politique et administration

### Découpage territorial
Par arrêté préfectoral du 15 septembre 2023, la commune est retirée le 1er janvier 2024 de l'arrondissement d'Épinal et rattachée à l'arrondissement de Neufchâteau.

### Liste des maires
| Période                                  | Période    | Identité                                      | Étiquette | Qualité    |
| ---------------------------------------- | ---------- | --------------------------------------------- | --------- | ---------- |
| Les données manquantes sont à compléter. |            |                                               |           |            |
| 1912                                     | 1918       | Nicolas Collin                                |           |            |
| 1920                                     | 1931       | Joseph Arnoux                                 |           |            |
| 1932                                     | 1933       | Édouard Bastien                               |           |            |
| 1934                                     | 1944       | Henri Malgouverné                             |           |            |
| 1945                                     | mars 1971  | Maurice Manjotel                              |           |            |
| mars 1971                                | mars 1983  | Paul Chapelier                                |           |            |
| mars 1983                                | juin 1995  | Georges Arnoux (1936-2020)                    |           |            |
| juin 1995                                | avril 2014 | Maryse Gillet (1951-2022)                     |           | Infirmière |
| avril 2014                               | En cours   | Arnaud Jeandel Réélu pour le mandat 2020-2026 |           | [ 29 ]     |

### Budget et fiscalité 2023

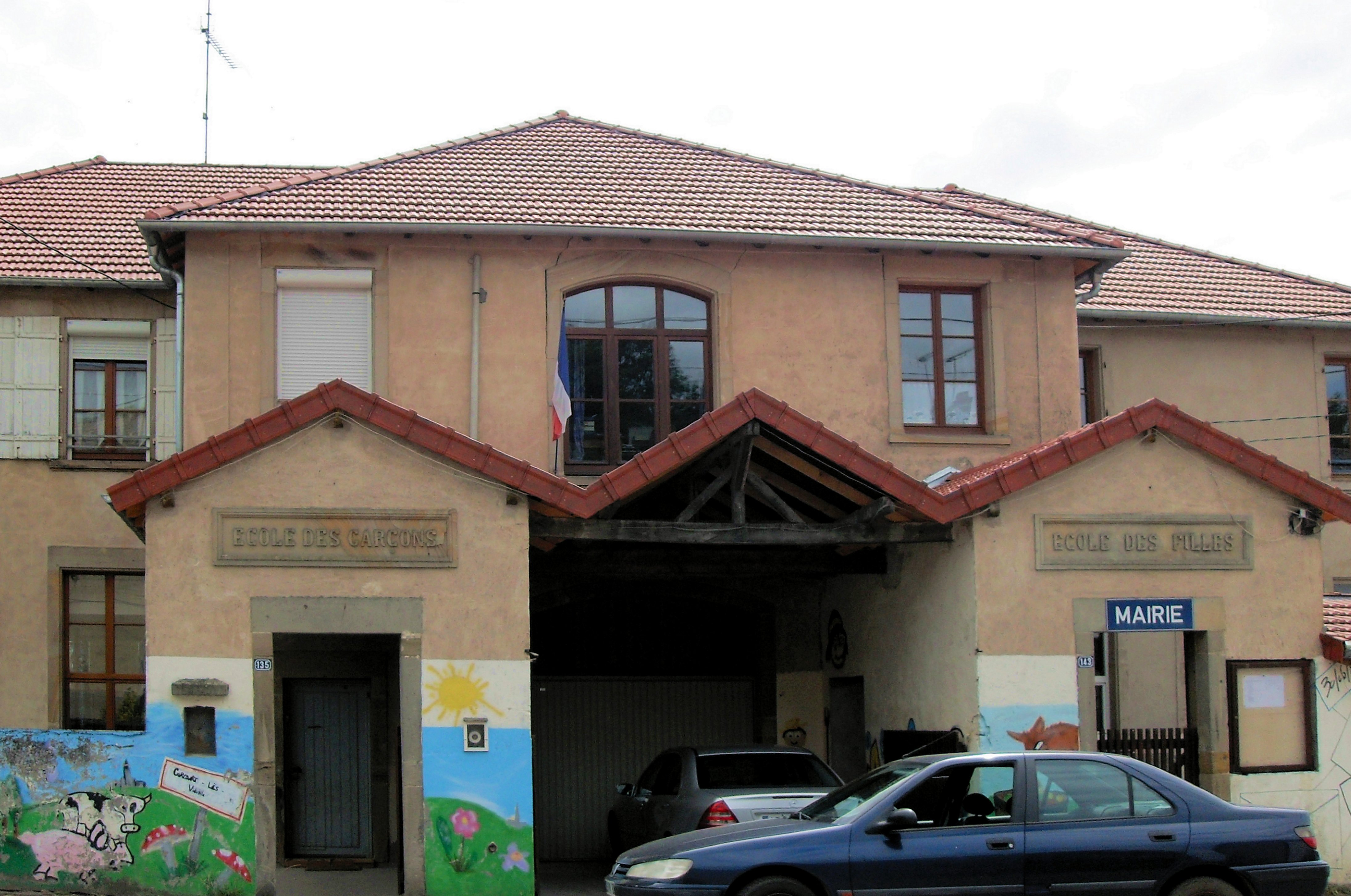
La mairie-école.

En 2023, le budget de la commune était constitué ainsi :
- total des produits de fonctionnement : 154 000 €, soit 780 € par habitant ;
- total des charges de fonctionnement : 114 000 €, soit 577 € par habitant ;
- total des ressources d'investissement : 80 000 €, soit 408 € par habitant ;
- total des emplois d'investissement : 37 000 €, soit 187 € par habitant ;
- endettement : 43 000 €, soit 218 € par habitant.

Avec les taux de fiscalité suivants :
- taxe d'habitation : 14,76 % ;
- taxe foncière sur les propriétés bâties : 30,03 % ;
- taxe foncière sur les propriétés non bâties : 108,88 % ;
- taxe additionnelle à la taxe foncière sur les propriétés non bâties : 0,00 % ;
- cotisation foncière des entreprises : 0,00 %.

Chiffres clés Revenus et pauvreté des ménages en 2021 : médiane en 2021 du revenu disponible, par unité de consommation : 23 600 €.

## Population et société

### Démographie

#### Évolution démographique
L'évolution du nombre d'habitants est connue à travers les recensements de la population effectués dans la commune depuis 1793. Pour les communes de moins de 10 000 habitants, une enquête de recensement portant sur toute la population est réalisée tous les cinq ans, les populations de référence des années intermédiaires étant quant à elles estimées par interpolation ou extrapolation. Pour la commune, le premier recensement exhaustif entrant dans le cadre du nouveau dispositif a été réalisé en 2004.

En 2022, la commune comptait 195 habitants, en évolution de +8,33 % par rapport à 2016 (Vosges : −2,96 %, France hors Mayotte : +2,11 %).
| 1793 | 1800 | 1806 | 1821 | 1831 | 1836 | 1841 | 1846 | 1856 |
| ---- | ---- | ---- | ---- | ---- | ---- | ---- | ---- | ---- |
| 434  | 568  | 650  | 656  | 684  | 708  | 722  | 703  | 653  |

| 1861 | 1866 | 1876 | 1881 | 1886 | 1891 | 1896 | 1901 | 1906 |
| ---- | ---- | ---- | ---- | ---- | ---- | ---- | ---- | ---- |
| 629  | 609  | 571  | 527  | 479  | 475  | 440  | 404  | 372  |

| 1911 | 1921 | 1926 | 1931 | 1936 | 1946 | 1954 | 1962 | 1968 |
| ---- | ---- | ---- | ---- | ---- | ---- | ---- | ---- | ---- |
| 339  | 287  | 283  | 246  | 239  | 228  | 206  | 193  | 164  |

| 1975 | 1982 | 1990 | 1999 | 2004 | 2006 | 2009 | 2014 | 2019 |
| ---- | ---- | ---- | ---- | ---- | ---- | ---- | ---- | ---- |
| 147  | 154  | 161  | 171  | 166  | 174  | 173  | 177  | 191  |

| 2022 | - | - | - | - | - | - | - | - |
| ---- | - | - | - | - | - | - | - | - |
| 195  | - | - | - | - | - | - | - | - |

### Enseignement
Établissements d'enseignements :
- Écoles maternelles et primaires à Savigny, Poussay, Florémont, Mirecourt.
- Collèges à Mirecourt, Charmes, Dompaire, Châtel-sur-Moselle, Bayon.
- Lycées à Mirecourt, Thaon-les-Vosges, Harol.

### Santé
Professionnels et établissements de santé :
- Médecins à Mirecourt, Charmes, Mattaincourt, Diarville, Vincey, Dompaire.
- Pharmacies à Mirecourt, Charmes, Mattaincourt, Diarville, Vincey, Portieux, Dompaire.
- Hôpitaux à Mirecourt, Charmes, Mattaincourt, Châtel-sur-Moselle.

### Cultes
- Culte catholique, Paroisse Saint-Nicolas-du-Haut-du-Mont[38], Diocèse de Saint-Dié.

## Économie

### Entreprises et commerces
- Commerces et services de proximité[39],[40].

## Culture locale et patrimoine

### Lieux et monuments
- L'église Saint-Martin date du XVIIIe siècle[41]. Elle est dédiée à saint Martin.

Cloches.
- Patrimoine rural recensé par le service régional de l'Inventaire général du patrimoine culturel[43],[44].
- Monument aux morts[45],[46],[47],[48].

### Personnalités liées à la commune
- Les médaillés de Sainte-Hélène[49].

### Héraldique, logotype et devise
| Blason | Blasonnement : De gueules au filet en sautoir d'argent, cantonné, en chef d'un casque romain, à dextre d'une gerbe de blé, à senestre d'un fer de moulin, et en pointe d'une mitre, le tout d'or. Commentaires : Armoiries composées par R.A. Louis et B. Georgin et adoptées par la commune en novembre 2017,. |

## Pour approfondir